# Justicia karsticola
Justicia karsticola är en akantusväxtart som beskrevs av T.F.Daniel. Justicia karsticola ingår i släktet Justicia och familjen akantusväxter. Inga underarter finns listade i Catalogue of Life.